# Erlingshofen (Tapfheim)

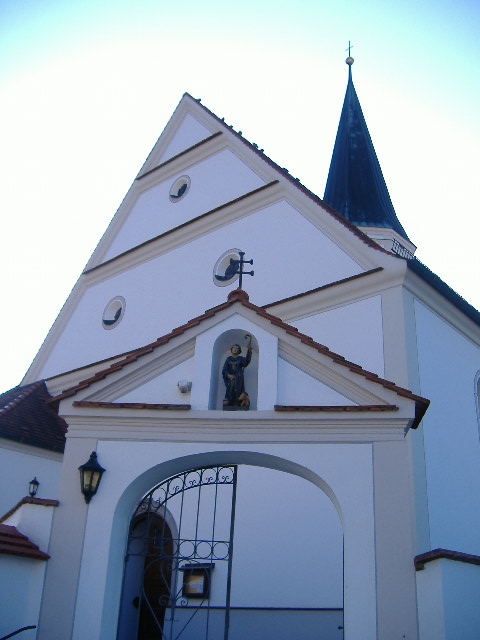
Kath. Filialkirche „St. Vitus“

Erlingshofen ist ein Gemeindeteil der Gemeinde Tapfheim im Landkreis Donau-Ries (Regierungsbezirk Schwaben, Bayern) und eine Gemarkung.

## Geschichte
Das Kirchdorf Erlingshofen war eine Gemeinde im Landkreis Donauwörth und wurde am 1. Juli 1972 im Zuge der Gebietsreform in Bayern sowohl dem Landkreis Donau-Ries, der bis zum 1. Mai 1973 die Bezeichnung Landkreis Nördlingen-Donauwörth trug, zugeschlagen, als auch in die Gemeinde Tapfheim eingegliedert. Sie hatte 1961 eine Fläche von 381,88 Hektar und 512 Einwohner in 101 Wohngebäuden.

## Religion
Die katholische Filialkirche St. Vitus in Erlingshofen gehört zur Pfarrei Mariä Himmelfahrt in Donaumünster, die wiederum zur Pfarreiengemeinschaft Tapfheim, Dekanat Donauwörth im Bistum Augsburg gehört. Die Kirche ist das einzige eingetragene Baudenkmal im Dorf. Zur Filiale Erlingshofen gehören noch Bauernhansenschwaige, Obere Hoserschwaige, Untere Hoserschwaige und Rothhahnenschwaige.